# Observatoire Jocelyn Bell de Toulouse
L'Observatoire Jocelyn Bell de Toulouse (OJBT) est un observatoire astronomique amateur, pensé et géré par des étudiants de l'association UPS in Space depuis 2015. Il est situé sur le campus de l'Université Toulouse-III-Paul-Sabatier dans le quartier de Rangueil à Toulouse. Il a été construit en 2023 sur le toit du bâtiment U5, aussi appelé la Maison des Étudiants et des Personnels (MEP). Il porte le nom de l'astrophysicienne britannique Jocelyn Bell Burnell, donné à la suite d'un concours ouvert au public. Ce choix a été fait en hommage à sa découverte des pulsars, réalisée lorsque celle-ci était encore étudiante, mais aussi pour défendre l'accessibilité des sciences de l'astronomie aux femmes et aux étudiants et étudiantes. Il est aussi fait pour la remercier de ses actions envers les étudiants et étudiantes afin d'augmenter la diversité des profils en physique.

## Historique
- 2015 : Création du projet et première demande d'installation d'une coupole sur le campus de l'Université Toulouse III - Paul Sabatier.
- 2018 : Structuration du projet et première présentation en commission de financement.
- 2019 : Ouverture du projet aux scolaires, première subvention obtenue de la part de la Faculté Sciences et Ingénierie (FSI)[4], et première campagne de financement participatif[5].
- 2020 : Premières subventions importantes auprès de la région Occitanie et de la Fondation Catalyses[6], ainsi que la finalisation du choix des instruments et des plans de la coupole. Réalisations des premiers achats.L'Observatoire Jocelyn Bell de Toulouse en mars 2024.
- 2021 : Choix du nom de l'observatoire à travers un concours sur les réseaux sociaux d'UPS in Space[2]. Acquisition des instruments secondaires et premiers tests du matériel reçu. Première subvention directe de l'Université Toulouse III - Paul Sabatier et deuxième campagne de financement participatif.
- 2022 : Premières formations à l'utilisation du matériel et à la gestion de l'observatoire, choix des noms des instruments.
- 2023 : Installation de la coupole le 2 mai et premiers tests son fonctionnement[7].

## Objectifs
L'Observatoire Jocelyn Bell de Toulouse s'est développé autour de l'idée de démocratiser l'astronomie et la recherche scientifique à travers des collaborations et par la médiation scientifique.
Les buts principaux de l'observatoire rejoignent les objectifs statutaires de l'association UPS in Space. Ils consistent à :
- Partager des connaissances en astronomie, astrophysique et en sciences spatiales.
- Valoriser les savoirs et savoir-faire dans ces thématiques.
- Organiser et participer à des évènements pour partager le meilleur de l'astronomie.
- Faciliter l'accès à l'astronomie pour tous et pour toutes.

À la suite de ce dernier point, l'observatoire se veut être utilisable, dans différentes mesures, par tout type de public : étudiants, scolaires, scientifiques, grand public et personnes morales.

## Site

### Accès
L'Observatoire Jocelyn Bell de Toulouse est situé au centre du campus de l'Université Toulouse III – Paul Sabatier. Il est accessible facilement grâce au réseau Tisseo via les diverses lignes de bus desservant l'université. Il est aussi accessible depuis la gare SNCF Toulouse-Matabiau, en prenant la ligne de métro A direction Basso-Cambo. Puis en prenant la ligne de métro B direction Ramonville jusqu'à l'arrêt "Faculté de Pharmacie" ou "Université Paul Sabatier". Le téléphérique urbain de Toulouse Téléo permet également d'y accéder via l'arrêt à la station l'université. Il y aussi des parkings accessibles durant les heures d'ouverture de l'Université. Et le canal du Midi permet également de se déplacer facilement à vélo jusqu'à l'université.

### Qualité du ciel
La question importante qu'il faut se poser pour le site d'un observatoire astronomique est celle de la qualité du ciel en termes de capacités d'observation. L'OJBT est construit dans Toulouse, bien qu'il ne s'agisse pas du centre-ville, il reste affecté par la pollution lumineuse. Pour limiter cet impact sur l'imagerie du ciel profond seront utilisés des filtres SHO 50x50 mm (S-II soufre, H-alpha hydrogène, O-III oxygène) de la marque Baader. Ces derniers permettent d'augmenter le contraste des nébuleuses avec le ciel. Les longueurs d'onde affectées par la pollution lumineuse sont connues, ce qui permet de les filtrer. Pour le reste des utilisations de l'observatoire, la pollution lumineuse aura seulement un impact sur les observations d'objets de faibles magnitudes,,.

## Caractéristiques techniques

### Installation
Le 26 avril 2023, la coupole est arrivée sur le campus de l'Université Toulouse III – Paul Sabatier en pièces détachés. La base et la coupole ont été ensuite assemblées au sol. À l'aide d'une grue, la base a en premier rejoint son emplacement final sur le toit du bâtiment U5, avant de se voir couronnée par la coupole le 2 mai 2023,. Cette étape fut très importante car elle signifiait que le projet était devenu réalité pour l'association étudiante UPS in Space,.

### Coupole
La coupole est ce qui abrite les instruments des intempéries. Elle peut s'orienter pour suivre les mouvements des télescopes en fonction des objets à étudier. Plus qu'un abri, elle permet de servir également de point fixe, pour les instruments, pour ne pas à les installer/désinstaller à chacune des observations, ce qui peut les user plus rapidement.
La coupole de l'OJBT a été fabriquée par Gambato en Italie, même fournisseur que celle de la Cité de l'Espace. Elle est entièrement automatisée et asservie à l'instrumentation. Son ouverture de cimier est de 1,5 m de largeur et son dôme fait 4 m de diamètre. Elle a une hauteur de 3,5 m pour surplomber les bâtiments alentours,.

### Monture
La monture est ce qui est permet de supporter le poids des télescopes. Elle permet également d'effectuer le suivi des objets observés, en compensant le mouvement de rotation de la Terre pour les montures dites "équatoriales".
Pour l'observatoire Jocelyn Bell de Toulouse, la monture utilisée est de ce type et il s'agit du modèle 10Micron GM4000 HPS QCI. Elle peut supporter jusqu'à 150 kg de charges utiles et pèse 120 kg sans les accessoires. Elle a une précision plus de moins de 3~4 secondes d'arc, soit un peu moins de 0.001 °. Pour pointer un objet comme une étoile, la monture peut atteindre une vitesse maximale de 4°/s, pour une précision de pointage inférieure à 30 secondes d'arc,.

### Instrumentation

#### Télescope principal
Surnommé Maria Mitchell, en hommage à l'astrophysicienne qui d'astronome amateure et est devenue professeure, le télescope principal de l'observatoire est un modèle PlaneWave CDK 20″. Il a un diamètre de 50.8 cm et pèse 63,3 kg sans accessoires. Le télescope a une focale de 3 454 mm, ce qui permet de grossir les objets du ciel plus de 1000 fois sans oculaire,,.
Il sera utilisé pour des démonstrations avec des observations visuelles mais aussi pour faire de l'imagerie. Avec toute une panoplie de filtres et de caméras, il pourra être utilisé pour de la photométrie et pour l'étude du ciel profond.
Il pourra même être utilisé pour de la spectrométrie, en étant assemblé avec le spectroscope basse résolution ALPY 600 – Shelyak,. Il sera donc possible d'obtenir avec ce dernier des spectres dans un domaine allant de 370 à 750 nm, avec une résolution de l'ordre du nanomètre. Ainsi le télescope principal permettra également de répondre à des projets scientifiques grâce à ses compétences d'utilisation.

#### Télescope grand champ
Ce télescope secondaire du modèle Celestron Rowe-Ackermann – RASA 11″ est dit grand champ, car il permet d'observer en entier des objets célestes très grands comme la galaxie d'Andromède. Un télescope trop précis ne permettrait pas de la voir en entier. C'est pourquoi, pour avoir un grossissement moins important, sa focale est beaucoup plus petite que le télescope principal (620 mm). Il a également un diamètre beaucoup plus petit, de 27,9 cm,,,.
Il a été surnommé Hubble-Lemaître, en référence à la loi d'astrophysique du même nom qui fut la preuve de l'expansion de l'univers,.

#### Télescope solaire
Comparé aux autres télescopes de l'Observatoire Jocelyn Bell de Toulouse, celui-ci ne s'utilise pas de nuit mais de jour. Il est dédié uniquement à l'observation de notre étoile, le Soleil. À l'aide d'un jeu de filtre, il est possible de l'observer sans s'abîmer les yeux et de les changer pour choisir d'observer dans des longueurs d'onde précises, les détails à surface du Soleil qui y apparaissent. Il sera ainsi possible de répertorier en amateur des données de l'activité de notre étoile utiles pour les scientifiques.
Il s'agit d'un Baader Triband-SCT 11″ dont le miroir primaire a un diamètre de 279,4 mm. Sa focal native de 2 794 mm permet de grossir le Soleil plus d'une centaine de fois,,.
Il a été surnommé Hisako Koyama pour lui rendre hommage car elle est devenue professeure après avoir étudié et observé le Soleil en amateure,.

## Gestion
L'exploitation de l'Observatoire Jocelyn Bell de Toulouse revient à l'association UPS in Space et au Pôle Observatoire Jocelyn Bell de Toulouse. En effet, pour préparer l'exploitation de l'OJBT, l'association s'est divisée en plusieurs pôles d'activité. Le pôle observatoire s'occupe de la gestion de l'observatoire sous la supervision du conseil d'administration. Ce pôle à part entière est lui-même subdivisé en plusieurs équipes pour représenter les différents domaines tels que : direction, technique, sciences, médiation scientifique, finances, développement commercial et communication. Chaque équipe est dirigée par un ou une volontaire qui est nommé directeur ou directrice de son équipe et qui siège la direction du pôle observatoire.
Pour toute décision stratégique de l'observatoire, l'association collabore avec l'Université Toulouse III - Paul Sabatier et les partenaires principaux dans un comité de surveillance. Ce comité a pour but de valider ou non les décisions de l'association en vue d'assurer l'identité scientifique, étudiante et non lucrative de l'observatoire. Il y a aura également dans le comité de surveillance des anciens porteurs et porteuses du projet.
Enfin, pour l'utilisation scientifique de l'observatoire, il y a un comité dédié qui se charge de sélectionner les projets à la suite d'appels d'offres. Ce conseil scientifique doit également assurer l'identité scientifique de l'OJBT,.